# Hexameryx
Hexameryx es un género extinto de mamífero artiodáctilo, perteneciente a la familia Antilocapridae, que vivió en América del Norte durante el Plioceno hace entre 5,3 y 4,9 millones de años aproximadamente.

## Taxonomía
Hexameryx fue nombrada por White (1941). Su especie tipo es Hexameryx simpsoni. Fue nombrado sinónimo de Hexobelomeryx por Simpson (1945), Ferrusquia (1978) y Ahearn (1988). Fue asignado a Antilocapridae por White (1941), Webb (1973), Carroll (1988) y Janis & Manning (1998).

## Morfología
M. Mendoza analizó tres especímenes para determinar su  masa corporal y se estima que tienen un peso de :
- Espécimen 1: 31,1 kg (68,6 lb)
- Espécimen 2: 32 kg (70,5 lb)
- Espécimen 3: 36,3 kg (80,0 lb).[4]